# Iván Leguizamón
Iván Ezequiel Leguizamón (Asunción, Paraguay; 3 de julio de 2002) es un futbolista paraguayo. Juega de delantero/extremo y su equipo actual es el Olimpia de la Primera División de Paraguay.

## Trayectoria
Radicado en Argentina desde niño, Leguizamón comenzó su carrera en las inferiores del Argentino Del Viso, Tigre, Deportivo Armenio y finalmente San Lorenzo en 2019, club donde comenzó su carrera adulta.
Debutó en el primer equipo del Ciclón el 22 de febrero de 2022 ante Defensa y Justicia.
Se afianzó rápidamente en el equipo titular en la temporada 2022, disputando 28 encuentros esa temporada.

## Estadísticas

### Clubes
- Actualizado al último partido disputado el 1 de septiembre de 2024.

| Club                  | Div.          | Temporada     | Liga  | Liga  | Liga   | Copas nacionales | Copas nacionales | Copas nacionales | Copas internacionales | Copas internacionales | Copas internacionales | Total | Total | Total  |
| Club                  | Div.          | Temporada     | Part. | Goles | Asist. | Part.            | Goles            | Asist.           | Part.                 | Goles                 | Asist.                | Part. | Goles | Asist. |
| --------------------- | ------------- | ------------- | ----- | ----- | ------ | ---------------- | ---------------- | ---------------- | --------------------- | --------------------- | --------------------- | ----- | ----- | ------ |
| San Lorenzo Argentina | 1.ª           | 2022          | 28    | 2     | 4      | 1                | 0                | 0                | -                     | -                     | -                     | 29    | 2     | 4      |
| San Lorenzo Argentina | 1.ª           | 2023          | 39    | 2     | 0      | 5                | 0                | 0                | 10                    | 0                     | 1                     | 54    | 2     | 1      |
| San Lorenzo Argentina | 1.ª           | 2024          | 20    | 2     | 2      | 3                | 2                | 0                | 8                     | 1                     | 1                     | 31    | 5     | 3      |
| San Lorenzo Argentina | Total club    | Total club    | 87    | 5     | 6      | 8                | 2                | 0                | 18                    | 1                     | 2                     | 114   | 9     | 8      |
| Total carrera         | Total carrera | Total carrera | 87    | 6     | 6      | 8                | 2                | 0                | 18                    | 1                     | 2                     | 114   | 9     | 8      |

### Selección nacional
- Actualizado al último partido disputado el 11 de febrero de 2024.

| Selección         | Año   | Amistoso | Amistoso | Amistoso | Eliminatorias | Eliminatorias | Eliminatorias | Copa Mundial | Copa Mundial | Copa Mundial | Copa América | Copa América | Copa América | Preolímpico sub-23 | Preolímpico sub-23 | Preolímpico sub-23 | Total | Total | Total  |
| Selección         | Año   | Part.    | Goles    | Asist.   | Part.         | Goles         | Asist.        | Part.        | Goles        | Asist.       | Part.        | Goles        | Asist.       | Part.              | Goles              | Asist.             | Part. | Goles | Asist. |
| ----------------- | ----- | -------- | -------- | -------- | ------------- | ------------- | ------------- | ------------ | ------------ | ------------ | ------------ | ------------ | ------------ | ------------------ | ------------------ | ------------------ | ----- | ----- | ------ |
| Absoluta Paraguay | 2023  | -        | -        | -        | 1             | 0             | 0             | -            | -            | -            | -            | -            | -            | -                  | -                  | -                  | 1     | 0     | 0      |
| Sub-23 Paraguay   | 2024  | -        | -        | -        | -             | -             | -             | -            | -            | -            | -            | -            | -            | 6                  | 1                  | 0                  | 6     | 1     | 0      |
| Total             | Total | 0        | 0        | 0        | 1             | 0             | 0             | 0            | 0            | 0            | 0            | 0            | 0            | 6                  | 1                  | 0                  | 7     | 1     | 0      |

## Vida personal
Leguizamón sufrió la pérdida de su padre a los siete meses de edad. Migró junto a su madre y sus tres hermanos a la Argentina a los tres años.

## Palmarés

### Títulos internacionales
| Título                   | Equipo          | Sede      | Año  |
| ------------------------ | --------------- | --------- | ---- |
| Preolímpico Sudamericano | Paraguay sub-23 | Venezuela | 2024 |